# Bataille de Marabda
Invasions persanes en Géorgie
Batailles
- Teleti
- Tbilissi (1524)
- Aghdjakala
- Tbilissi (1541)
- Invasion de 1547
- Invasion de 1551
- Invasion de 1554
- Garissi
- Dighomi
- Samadlo
- Partskhissi
- Invasion de 1614
- Martkopi
- Bataille de Marabda
- Magharo
- Krtsanissi
- Invasion de 1800

La bataille de Marabda (en géorgien : მარაბდის ბრძოლა, en 1625) est une revanche de l'armée perse sur la Géorgie, après la bataille de Martkopi.

## Contexte
Après avoir tenté de mâter la rébellion géorgienne et avoir essuyé le revers de Martkopi, le chah Abbas Ier exécute le fils de Georges Saakadzé qu'il détenait en otage, et envoie son gendre Jessé avec le fleuron de son armée réduire les révoltés.

## Bataille
Les Géorgiens, forts de leur succès à Martkopi, campaient dans la région de Kojori-Tabakhmela, avec une force de 20 000. 
Georges Saakadzé, connaissant de l'intérieur l’armée perse, conseillait de ne pas se ruer à l'attaque mais d'attendre que les Perses s'avancent dans le défilé de Tabakhmela (en), où ils n'auraient pas pu exploiter leur nombre et leurs armements supérieurs (en particulier leurs mousquets et leurs canons, de qualité supérieure). Mais le conseil militaire rejeta cet avis, et confia le commandement en chef à Teimuraz Ier.
L'armée géorgienne se rua donc à l'assaut des positions perses, bien préparées : des tranchées protégées par des canons et quatre rang de mousquetaires à l'arrière, ainsi que des forces en réserve sur les flancs. À l'aube, donc, la cavalerie géorgienne chargea l'artillerie et les mousquetaires, et progressait vers le centre, tandis que les flancs perses semblaient se débander. Certains cavaliers géorgiens quittèrent même le champ de bataille, croyant la victoire acquise. C'est alors que le Qarciha-Khan rassembla ses troupes, et grâce à des renforts tous frais, écrasa les Géorgiens avancés sur le champ de bataille depuis le début de la journée.
Parmi les morts de cette défaite, la légende rapporte la mort héroïque des neuf frères Kherkheulidze (en)s (accompagnés de leur mère sur le champ de bataille) de neuf membres de la famille Machabelis, sept des Cholokashvilis (en), David Jandieri, Baadur Tsitsishvili et bien d'autres.

## Conséquences
Malgré la défaite, les Géorgiens survivants s'installèrent dans les défilés de Kojori-Tabakhmela, pour retarder la progression de l'armée perse, ce qui permit à la population d'éviter les massacres. Ensuite, la guérilla fit perdre encore des forces à l'armée perse (par exemple, dans les gorges de Kasni). L'armée du Chah parvint à prendre Tbilissi, mais un compromis fut trouvé et Teimuraz Ier fut reconnu comme roi de Karthli-Kakhétie. 
Saakadzé, de son côté, continuait la résistance aux Perses, ce que les nobles, et Teimuraz en particulier, considéraient comme malvenu. Leur dissentiment devint tel que Saakadzé proposa à Georges III d'Iméréthie d'installer son fils Alexandre sur le trône de Karthli-Kakhétie : l'armée de Georges III et de Saakadzé fut écrasée au Lac Bazaleti (près de Doucheti) en 1626 ; les Saakadzé, père et fils (Advantil), se réfugièrent en Turquie, mais y furent exécutés en 1629 avec une quarantaine de fidèles.

## Sources
- (en) Cet article est partiellement ou en totalité issu de l’article de Wikipédia en anglais intitulé « Battle of Marabda » (voir la liste des auteurs).